# Капур, Ранбир
Ранбир Капур (англ. Ranbir Kapoor; род. 28 сентября 1982, Бомбей) — индийский актёр и продюсер.
Начал свою карьеру в качестве ассистента режиссёра Санджая Лилы Бхансали на съёмках фильма «Последняя надежда» (2005). В 2007 году дебютировал в фильме Бхансали «Возлюбленная» вместе с актрисой Сонам Капур. Успех в мире кино Ранбиру принесли фильмы «Проснись, Сид!», «Удивительная история странной любви» (2009), «Политики» (2010), «Рок-звезда» (2011), «Барфи!» (2012) и «Эта сумасшедшая молодежь» (2013).
В 2015 году Ранбир попал в список самых высокооплачиваемых актёров мира по версии журнала Forbes, заработав 15 миллионов долларов США.
Внук знаменитого индийского актёра и режиссёра Раджа Капура. Сын актёров Риши Капура и Ниту Сингх.

## Биография
Ранбир родился 28 сентября 1982 года в Бомбее, Индия. Его отец — Риши Капур — режиссёр, актёр и продюсер, а мать — Ниту Капур (в девичестве Сингх) — тоже актриса. Ранбир является внуком актёра Раджа Капура. Его родная сестра Риддима (род. 1980) — дизайнер. Актрисы Каришма и Карина Капур — его двоюродные сёстры.
Учился в школе Bombay Scottish. Во многих своих интервью Ранбир рассказывал, что никогда не был заинтересован в учёбе, и всегда был в одним из последних в рейтинге успевающих. После окончания жил некоторое время в Нью-Йорке, где учился на курсах актёрского мастера в институте Ли Страсберга. Ранбир получил опыт работы в качестве режиссёра в школе визуального искусства. Вернувшись в Индию попал к режиссёру Санджаю Лиле Бхансали, которому помогал с проектами «Баджирао и Мастани» и «Тьма», во время съёмок которого работал главным ассистентом режиссёра. Описывая свой опыт работы с Бхансали, Ранбир сказал: «Меня били, оскорбляли, заставляли драить полы, настраивать освещение и т. д. с 7 часов утра до 4 часов ночи, но я учился каждый день».

## Карьера
После 3 лет работы ассистентом, Ранбир получает свою первую главную роль в фильме «Возлюбленная» Бхансали вместе с актрисой Сонам Капур, которая также работала у режиссёра. Фильм основан на произведении Ф. Достоевского «Белые ночи». В интервью с Rediff.com Ранбир рассказал, что образ его героя Раджа — дань его деду, актёру Раджу Капуру. «Возлюбленная» стал первым индийским фильмом, спродюсированным голливудской компанией (Sony Pictures Entertainment) и одним из первых индийских фильмов, выпущенных на Blu-Ray. Несмотря на весь ажиотаж вокруг фильма, ему не удалось достичь успеха из-за столкновения с другой не менее ожидаемой картиной «Ом Шанти Ом» с Шах Рукх Кханом в главной роли. Однако талант Ранбира не остался незамеченным. Многие критики отметили его достойную актёрскую игру. Он получил награду «Лучший дебют» на Filmfare Awards.
В 2008 году выходит лента с его участием «Берегитесь, красавицы» режиссёра Сидхарта Ананда, в которой он снялся вместе с Дипикой Падуконе, Бипашей Басу и Минисшей Ламба. Ранбир сыграл бабника Раджа Шарму, который имеет романтические отношения с 3 женщинами на разных этапах своей жизни. Данный фильм также не имел оглушительного успеха, но и не стал провальным. Статус «Берегитесь, красавицы!» в кассе «выше среднего».
В 2009 году у Ранбира выходят сразу 3 фильма. В фильме компании Dharma режиссёра Аяна Мукерджи «Проснись, Сид» он сыграл роль Сидхарта «Сида» Мехры — богатого, избалованного юношу, чья жизнь меняется после знакомства с журналисткой, которую сыграла Конкона Сен Шарма. Ранбир сам предложил название фильма, после того как Аян Мукерджи рассказал ему сценарий тогда ещё неназванного фильма. Критики не были уверены в успехе, так как история повествует об отношениях между молодым парнем и взрослой женщиной, что тогда являлось нетипичным для индийского кинематографа. Однако фильм имел коммерческий успех и был высоко оценен критиками. Следующий фильм Ранбира — фарсовая комедия «Удивительная история странной любви» с актрисой Катриной Каиф режиссёра Раджакумара Сантоши — стал одним из самых кассовых фильмов Болливуда за 2009 год. Последний релиз Ранбира за 2009 год — фильм Шимита Амина «Рокет Сингх: продавец года» провалился в прокате из-за неудачного маркетинга со стороны компании YRF, которая решила не рекламировать проект должным образом, рассчитывая на последствия успеха двух предыдущих проектов Ранбира. Сам Ранбир позднее в своих интервью признался, что считает провал «Рокета Сингха» самым большим разочарованием в своей карьере. За фильмы «Проснись, Сид!» и «Удивительная история странной любви» Ранбир был удостоен награды Filmfare Award за лучшую мужскую роль по мнению критиков, а также был номинирован в категории «Лучший актёр» по мнению публики.

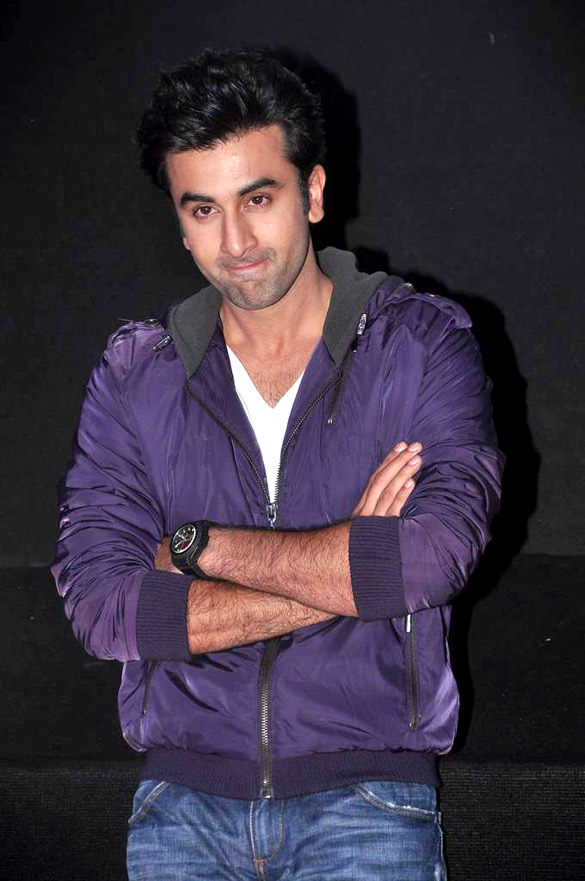
Ранбир во время запуска трейлера фильма «Барфи» (2012)

Политическая драма Пракаша Джа «Политики» стала первым релизом Ранбира в 2010 году. В фильме также сыграли Катрина Каиф, Нана Патекар, Аджай Девган, Арджун Рампал, Манодж Баджпаи и Сара Томпсон. Фильм был снят с отсылками на индийский эпос «Махабхарата» и роман Марио Пьюзо «Крёстный отец». Герой Ранбира — Самар (прототипами которого являются Арджуна и Майкл Корлеоне), молодой наследник индийской династии политиков, который, сам не желая того, ввязывается в политическое противостояние после убийства своего отца. Ранбир назвал роль Самара «первой серьезной ролью в своей карьере». Несмотря на свой высокий бюджет, фильму удалось добиться колоссального успеха и получить статус All Time Blockbuster. За данный фильм Ранбир был номинирован на Filmfare Award за лучшую мужскую роль. Позднее в этом же году выходит романтическая комедия «Незнакомец и незнакомка» Сидхарта Ананда, где его партнёршей стала Приянка Чопра. Фильм повествует о двух молодых людях, которые решают покончить жизнь самоубийством в Новый год. «Незнакомец и незнакомка» не имел коммерческого успеха и не был оценен критиками.
В 2011 году в свет выходит фильм Имтиаза Али «Рок-звезда», драма, в которой описывается путь начинающего музыканта из небольшой провинции до международной славы. Для данного проекта Ранбир усердно готовился. Он жил какое-то время с семьёй джатов в Притам Пуре, чтобы вжиться в роль. А также изучал игру на гитаре в студии А. Р. Рахмана (композитора фильма). Фильм имел колоссальный успех и закрепил за Ранбиром статус супер-звезды индийского кинематографа. Он выиграл награды за «Лучшего актёра» от критиков и по мнению публики на Filmfare Awards, а также на таких церемониях, как Apsara, IIFA и Screen Awards.
В 2012 году у Ранбира лишь один релиз — фильм Анурага Басу «Барфи!». Действие фильма происходит в 1970-е годы прошлого века, лента повествует о глухонемом парне Мерфи (Барфи), который сначала влюбляется в девушку, которая уже обручена с другим (Илеана Д’Круз), а затем в аутистку (Приянка Чопра). Чтобы подготовиться к роли Ранбир смотрел работы Чарли Чаплина, Роберто Бениньи и Раджа Капура. Картина была признана критиками и имела оглушительный успех в мире. Фильм был отправлен на Оскар, чтобы представлять Индию, но не вошёл в шорт-лист. Также был представлен на фестивалях в Марракеше и Пусане. Ранбир получил награды в номинации «Лучший актёр» от критиков и по мнению публики на таких премиях как Filmfare Awards, IIFA и Apsara Awards.
Следующий фильм Ранбира романтическая комедия «Эта сумасшедшая молодежь» режиссёра Аяна Мукерджи компании Dharma, вышедший в 2013 году, стал одним из самых кассовых за всю историю индийского кинематографа. В фильме также снялись Адитья Рой Капур, Калки Кеклен и Дипика Падуконе. Ранбир и Дипика снялись вместе спустя 5 лет их громкого расставания, что послужило фильму хорошей рекламой. В том же 2013 году выходит лента «Бесстыжий» режиссёра Абхинава Кашьяпа, в которой он сыграл со своими родителями и дебютанткой Паллави Шарда, провалившаяся в кинопрокате. Критики также не оценили фильм.
После целого года простоя, в 2015 году вышел фильм «Рой», которому однако не удалось добиться успеха ни в кассе, ни у критиков. Затем вышла долгожданная драма режиссёра Анурага Кашьяпа «Бомбейский бархат», основанная на одноимённом историческом романе Гайана Пракаша, в которой Ранбир сыграл уличного бойца Джонни Балраджа, мечтающего стать «большим человеком». Лента бюджетом в колоссальные 120 кроров (примерно 19 миллионов долларов) с треском провалилась в прокате, не сумев окупить даже половины затраченных средств. В том же году состоялась премьера «Спектакль» Имтиаза Али с Дипикой Падуконе. Герой Капура, Вед Сахни, хотел сделать карьеру в искусстве, но под давлением отца согласился на монотонную жизнь инженера. Картина получила смешанные оценки как критиков, так и аудитории, однако актёрская игра Ранбира была удостоена похвалы. В следующем году вышел фильм Карана Джохара «Дела сердечные» с Анушкой Шармой и Айшварией Рай-Баччан, который имел коммерческий успех и оказался одним из самых кассовых фильмов года. Вышедший после нескольких задержек в 2017 году «Детектив Джагга» с Катриной Каиф, где Ранбир выступил не только в качестве актёра, но и продюсера, провалился в прокате, несмотря на положительную оценку критиков.
В 2018 году с его участием вышла автобиографическая лента о Санджае Датте режиссёра Раджкумара Хирани «Санджу». За короткое время фильм получил статус супер-хита, а по итогам года принёс актёру третью Filmfare Award за лучшую мужскую роль.
Сейчас Ранбир вместе с Алией Бхатт снимается в фильме Brahmastra Аяна Мукерджи, в котором рассказывается о человеке с супер способностями,

## Личная жизнь
Ранбир признался, что не верит в «розовую иллюзию любви», так как сложный брак родителей показал ему, какие отношения могут быть между мужчиной и женщиной.
До и во время съёмок фильма «Возлюбленная» у Ранбира были отношения с актрисой Сонам Капур. В 2008 году начал встречаться с партнёршей по фильму «Берегитесь, красавицы!» Дипикой Падуконе. Отношения находились в центре внимания индийских СМИ, Ранбир и Дипика даже дали эксклюзивное интервью журналу People о своём романе. В октябре 2009 года пара рассталась. Ранбир утверждал, что расставание было обоюдным. В индийских средствах массовой информации долгое время ходил слух о том, что причина разрыва отношений — измена Ранбира. После громкого скандала и шумихи вокруг его отношений с Дипикой, Ранбир предпочёл более не обсуждать свою личную жизнь со средствами массовой информации. На сегодняшний день, несмотря на прошлое, актёры находятся в хороших отношениях и продолжают работать друг с другом.
С 2010 года встречался с актрисой Катриной Каиф, с которой познакомился на съёмках фильма «Удивительная история странной любви». Изначально актёры отрицали свои отношения, говоря СМИ о том, что они всего лишь друзья. В 2013 году журнал Stardust выпустил фотографии, сделанные папарацци, где Ранбир и Катрина отдыхают на пляже на Ивисе. Хотя Ранбир никогда официально не подтверждал эти отношения, он называл Катрину «особенным человек в его жизни», в 2015 году он признался, что находится в серьезных отношениях уже несколько лет. С февраля 2015 года по январь 2016 года Ранбир и Катрина жили вместе в жилом комплексе Silversands на Картер Роуд в Мумбаи. В январе в СМИ было объявлено о расставании пары.
На свадьбе Сонам Капур Ранбир был замечен в паре с Алией Бхатт. Он женился на ней 14 апреля 2022 года на традиционной церемонии в Мумбаи.
С апреля 2022 года женат на актрисе Алии Бхатт. В июне 2022 года было официально объявлено о беременности его жены Алии Бхатт. 
Ранбир обожает футбол, он ярый поклонник испанского футбольного клуба «Барселона». С 2015 года владеет собственным футбольным клубом Mumbai City FC, который играет в индийской футбольной лиге.

## Фильмография
| Год  |   | Русское название                    | Оригинальное название              | Роль                                    |
| ---- | - | ----------------------------------- | ---------------------------------- | --------------------------------------- |
| 2007 | ф | Возлюбленная                        | Saawariya                          | Ранбир Радж                             |
| 2008 | ф | Берегитесь, красавицы!              | Bachna Ae Haseeno                  | Радж Шарма                              |
| 2009 | ф | Шанс на удачу                       | Luck By Chance                     | камео                                   |
| 2009 | ф | Проснись, Сид!                      | Wake Up Sid!                       | Сидхарт «Сид» Мехра                     |
| 2009 | ф | Удивительная история странной любви | Ajab Prem Ki Ghazab Kahani         | Прем Шанкар Шарма                       |
| 2009 | ф | Рокет Сингх: Продавец года          | Rocket Singh: Salesman of the Year | Харприт Сингх Беди                      |
| 2010 | ф | Политики                            | Raajneeti                          | Самар Пратап                            |
| 2010 | ф | Незнакомец и незнакомка             | Anjaana Anjaani                    | Акаш                                    |
| 2011 | ф | Сорвиголовы                         | Chillar Party                      | камео в песне «Tai Tai Phish»           |
| 2011 | ф | Рок-звезда                          | Rockstar                           | Джанардан «Джордан» Джакхар (Джей Джей) |
| 2012 | ф | Барфи!                              | Barfi!                             | Мерфи «Барфи» Джонсон                   |
| 2012 | ф | Говорит и показывает Бомбей         | Bombay Talkies                     | камео в песне «Apna Bombay Talkies»     |
| 2013 | ф | Эта сумасшедшая молодежь            | Yeh Jawaani Hai Deewani            | Кабир «Банни» Тхапар                    |
| 2013 | ф | Бесстыжий                           | Besharam                           | Бабли                                   |
| 2014 | ф | Пи-Кей                              | PK                                 | инопланетянин (камео)                   |
| 2015 | ф | Трилогия                            | Roy                                | Рой                                     |
| 2015 | ф | Бомбейский бархат                   | Bombay Velvet                      | Джонни Балрадж                          |
| 2015 | ф | Спектакль / Фарс                    | Tamasha                            | Вед Сахни                               |
| 2016 | ф | Дела сердечные                      | Ae Dil Hai Mushkil                 | Аян Сангер                              |
| 2017 | ф | Детектив Джагга                     | Jagga Jasoos                       | Джагга                                  |
| 2018 | ф | Список желаний                      | Bucket List (мар.)                 | камео                                   |
| 2018 | ф | Санджу                              | Sanju                              | Санджай Датт                            |
| 2019 | ф |                                     | Brahmastra                         | Дева                                    |